# Lisa's Date with Density
"Lisa's Date with Density"  (em português: A grande paixão de Lisa) é o sétimo episódio da 8ª Temporada de The Simpsons. Originalmente foi ao ar na rede Fox nos Estados Unidos em 15 de dezembro de 1996. Foi escrito por Mike Scully e dirigido por Susie Dietter. O episódio mostra Lisa desenvolvendo uma paixão por Nelson Muntz, o que eventualmente leva a Lisa e Nelson a namorar.

## Sinopse
O Superintendente Chalmers exibe para Skinner o seu novo carro, mas eles percebem que o Emblema que indicava que o carro era importado havia sumido e então Skinner tenta descobrir se o ladrão foi algum dos estudantes da Escola. Skinner começa sua "investigação" por Bart Simpson, mas ele descobre que o verdadeiro ladrão era Nelson Muntz, e que também ele havia roubado outras coisas além do emblema. Nelson é castigado a ajudar Zelador Willie, mas acaba fazendo mais confusões. Lisa começa a se interessar por Nelson e ao rir de uma brincadeira de Nelson, Lisa é castigada por não prestar atenção a aula. Lisa acha que está se apaixonando por Nelson Muntz e então ela pede um "pequeno" favor a Milhouse.
Ela pede a Milhouse que ele dê para Nelson um cartão de amor durante a aula, pois por ela estar apaixonada, ela fica tímida. Na esperança de ganhar o respeito de Lisa, Milhouse entrega o cartão, que tinha escrito "Adivinha quem gosta de você". Pelo fato de o cartão vir de Milhouse, Nelson o espanca a ponto de ele ter sido levado pela Ambulância. Lisa finalmente declara seu amor com Nelson e o convida para ver sua casa. Após algumas visitas e alguns encontros, a ganguezinha de Nelson acha que ele está deixando de ser encrenqueiro e para isso, eles pedem para ele os ajudarem a deixar a casa de Skinner toda podre. Skinner chama a polícia, e por não ter onde se esconder, Nelson fica na casa dos Simpsons. lisa o defende e o episodio termina com o dois namorando em segredo.